# LG1 Mark II
Il LG1 Mark II è un obice leggero sviluppato dalla Giat Industries ora Nexter. L'obice è posto su un asse ruotato che lo rende trainabile. L'arma spara proiettili per mortaio standard NATO da 105 mm. Viene utilizzato per fornire supporto di fuoco di artiglieria a forze leggere e altamente mobili. Il pezzo viene normalmente trainato, ma può anche essere trasportato in elicottero, paracadutato e aereo. L'obice LG1 può ingaggiare bersagli fino a 19 km di distanza.

## Descrizione

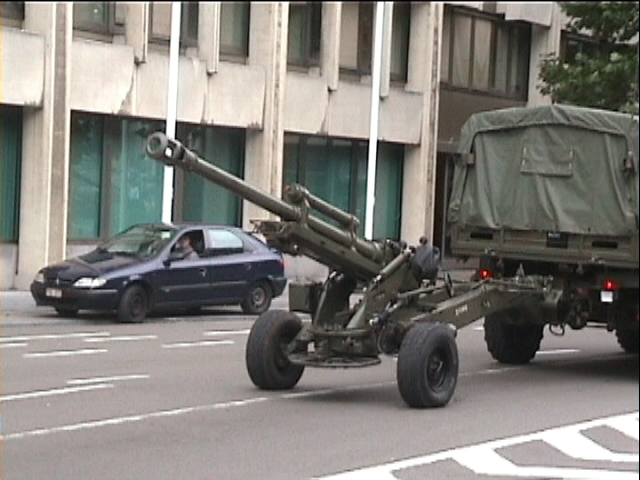
L'obice LG1 dell'esercito belga rimorchiato

L'obice LG1 è un pezzo di artiglieria trainato  da 105 mm messo in servizio dal 1992 e le cui caratteristiche principali sono il peso ridotto e l'elevata precisione a lungo raggio. Nel 2016 era considerato il più leggero della sua categoria. La sua struttura leggera conferisce alla canna una durata relativamente breve. Il numero di colpi stimato prima del cambio canna è in teoria di circa 7.500, tuttavia la soglia è piuttosto intorno ai 1500. Può sparare con tutte le munizioni NATO standard da 105 mm, per una gittata da 18,5  km a 19,5  km con proiettili HE-ER G2, US M913 e Nexter Arrowtech ERG 3. L'obice può essere messo in batteria in 30 secondi da un equipaggio di cinque artiglieri.
L'LG1 è stato acquisito dalla componente terrestre dell'esercito belga, dell'esercito canadese, dell'esercito indonesiano, dell'esercito di Singapore , dell'esercito reale tailandese, dell'esercito colombiano e dell'esercito malese.
L'azienda ha dichiarato che ha consegnato 38 obici nel 2019, 44 nel 2020, 18 nel 2021 e 18 nel 2022, ovvero un totale di 118,  probabilmente alcuni erano destinati all'Arabia Saudita e alla Turchia, che ne ha ordinati 24 con targa di protezione.
La versione in servizio con l'esercito canadese è l' LG1 Mark II, 28 dei quali sono stati acquisiti dalla Royal Canadian Horse Artillery. GIAT ha fornito i primi obici nel 1996 e la consegna è stata completata nel novembre 1997 ; gli ultimi materiali sono stati consegnati direttamente alle unità in servizio in Bosnia ed Erzegovina.

### Modifiche

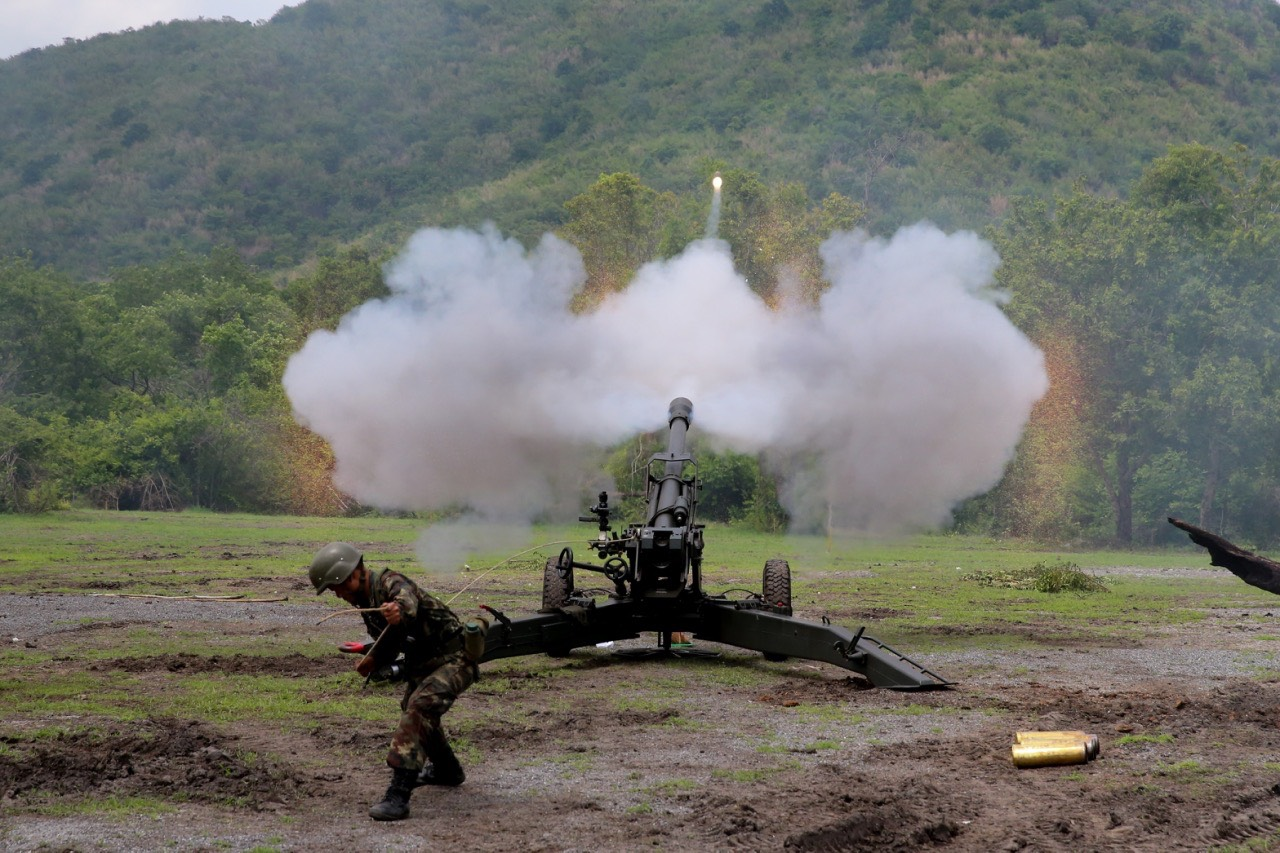
Scatto di un LG1 thailandese nel 2016

Nell'agosto 2005, la DEPRO (GVB) Incorporated, un'azienda di difesa canadese, è stata incaricata dalle forze armate canadesi di aggiornare i loro LG-1 con le seguenti specifiche: un freno di bocca nuovo e migliorato, alette ridisegnate per una migliore stabilità durante il tiro e pneumatici in gomma più grandi forniti dalla Pirelli (che si sono rivelati inadatti per una buona aderenza al suolo in movimento). Questa serie di miglioramenti dovrebbe dare agli obici LG-1 una maggiore durata, maggiore affidabilità e un aumento del margine di sicurezza per gli artiglieri.

## Utilizzatori
Belgio

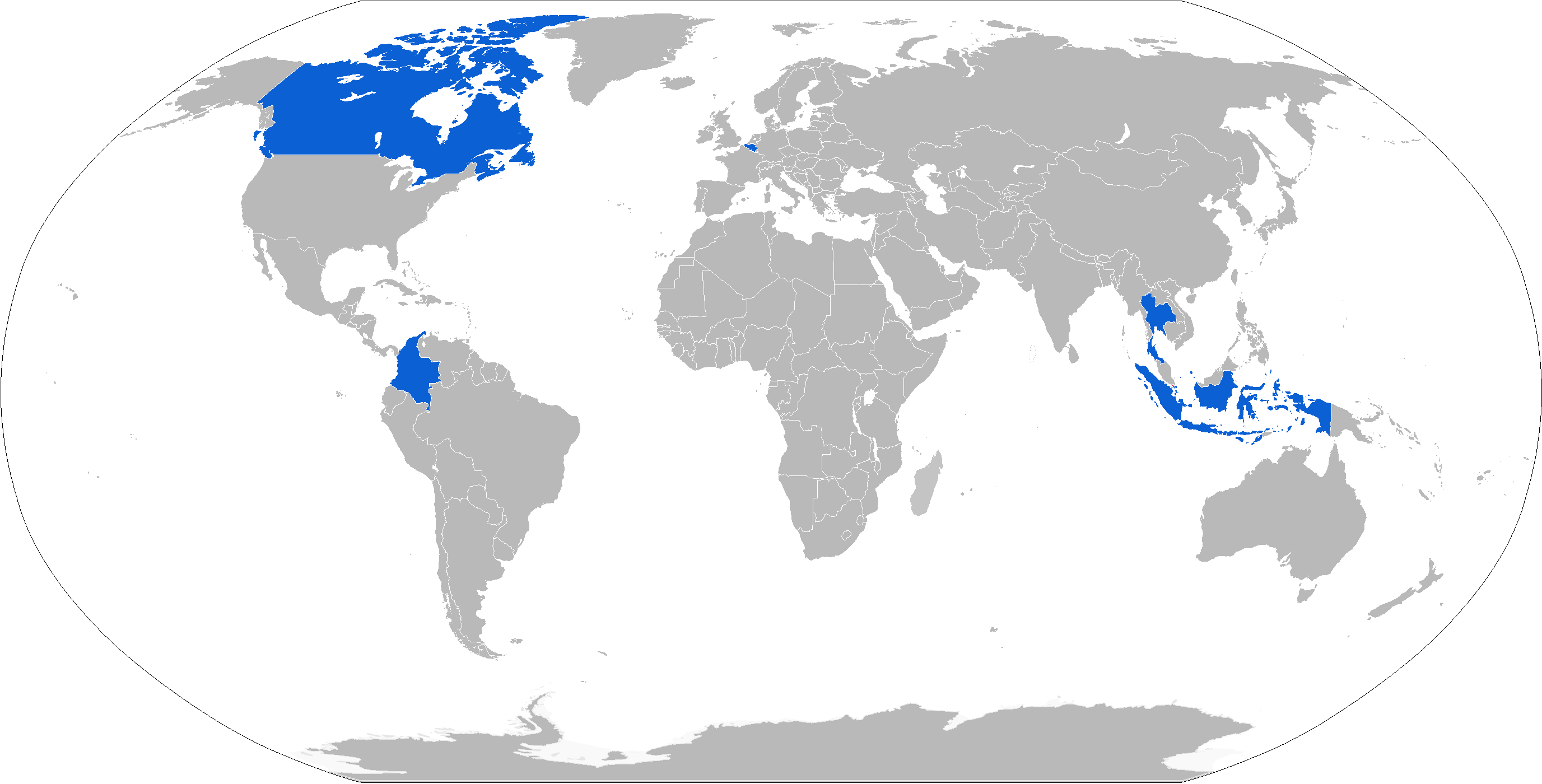
In bluIn gli operatori del LG1, in rosso quelli passati

- Componente terrestre dell'armata belga

14 unità
 Canada
- Canadian Army

28 unità
 Colombia
- Ejército Nacional de Colombia

20 unità LG1 operativo dal 2009 .
 Indonesia
- Tentara Nasional Indonesia Angkatan Darat

20 unità
 Malaysia
- Tentera Darat Malaysia

18 ordinati nell'aprile 2018 da consegnare tra il 2019 e 2020
 Senegal
- armée de terre sénégalaise

8 ordinati il 28 aprile 2022
 Singapore
- Esercito di Singapore

39 unità ritirati dal servizio nel 2008 
 Thailandia
Kongthap Bok Thai
24 unità + 12 ordinati il 27  novembre 2020